# Temporada 1991 del Campeonato de Galicia de Rally
La temporada 1991 fue la edición 13º del Campeonato de Galicia de Rally. Comenzó el 6 de abril en el Rally do Sil y terminó el 30 de noviembre en el Rally de Ferrol.

## Calendario
| N.º | Fecha            | Rally                  | Series | Resultados |
| --- | ---------------- | ---------------------- | ------ | ---------- |
| 1   | 6 de abril       | 7.º Rally do Sil       |        | Resultados |
| 2   | 27 de abril      | 8.º Rally de Noia      |        | Resultados |
| 3   | 18 de mayo       | 25.º Rally do Lacón    |        | Resultados |
| 4   | 16 de junio      | 24.º Rally de Ourense  | España | Resultados |
| 5   | 6-7 de julio     | 6.º Rally Botafumeiro  |        | Resultados |
| 6   | 28 de julio      | 27.º Rally Rías Baixas | Copa   | Resultados |
| 7   | 25 de agosto     | 9.º Rally de La Coruña | Copa   | Resultados |
| 8   | 15 de septiembre | 4.º Rally de Vigo      |        | Resultados |
| 9   | 6 de octubre     | 13.º Rally San Froilán |        | Resultados |
| 10  | 2 de noviembre   | 2.º Rally Mil Vistas   |        | Resultados |
| 11  | 30 de noviembre  | 22.º Rally de Ferrol   |        | Resultados |

## Clasificación
| Pos. | Piloto                         | 1 SIL | 2 NOI | 3 LAC | 4 OUR | 5 BOT | 6 RBX | 7 COR | 8 VIG | 9 SFR | 10 RMV | 11 FER | Ptos. |
| ---- | ------------------------------ | ----- | ----- | ----- | ----- | ----- | ----- | ----- | ----- | ----- | ------ | ------ | ----- |
| 1.   | Arturo Rial                    | 9     | 2     |       | 13    | 1     | 7     | Ret   | 4     | 2     | Ret    |        |       |
|      | Germán Castrillón              |       | 1     | 1     | 6     | Ret   | Ret   |       |       |       | 1      | 1      |       |
|      | Antonio Garrido                | 2     | 3     | Ret   |       |       | 2     | 2     | 3     |       |        |        |       |
|      | Juan Carlos González "Culebra" | 1     |       |       |       |       | 1     |       |       |       |        |        |       |
|      | Manuel Senra                   | 4     | Ret   | Ret   |       | 2     |       | Ret   | 1     |       | Ret    | Ret    |       |
|      | Sergio Vallejo                 | 3     |       |       | 9     |       |       |       |       | 4     |        | 3      |       |
|      | Juan Carlos Táboas             |       | 7     |       |       |       | 5     | 8     |       |       | Ret    | 2      |       |
|      | Javier Piñeiro                 | 6     | 5     |       |       |       | 9     |       | 2     | 5     | 2      |        |       |
|      | José María Magdaleno           |       | 6     | 2     |       |       |       |       |       |       | 4      |        |       |
|      | Javier Paz                     |       |       | 3     |       |       |       |       |       |       | 6      | 4      |       |
|      | Jorge Pérez Pérez              |       | 8     |       |       | 3     | 4     |       |       |       |        |        |       |
|      | Miguel Dopico                  |       |       |       |       |       |       | 4     |       |       | 3      |        |       |
|      | Urbano Villanueva              |       |       |       |       |       | 3     |       |       |       |        |        |       |
|      | José Manuel López Parada       | 5     | 4     |       |       |       |       |       |       |       |        |        |       |